# Eois myrrha
Eois myrrha är en fjärilsart som beskrevs av William Schaus 1912. Eois myrrha ingår i släktet Eois och familjen mätare. Inga underarter finns listade i Catalogue of Life.